# L'elisir d'amore
L'elisir d'amore (Het liefdeselixer) is een opera in twee bedrijven van de Italiaanse componist Gaetano Donizetti. Felice Romani schreef het Italiaanse libretto. De première was in het Teatro della Canobbiana, te Milaan op 12 mei 1832.

## Uitvoeringsgeschiedenis
L'elisir d'amore is een van Donizetti's meest uitgevoerde opera's en bevat onder andere de beroemde aria Una furtiva lagrima (Een verholen traan).

## Rolverdeling

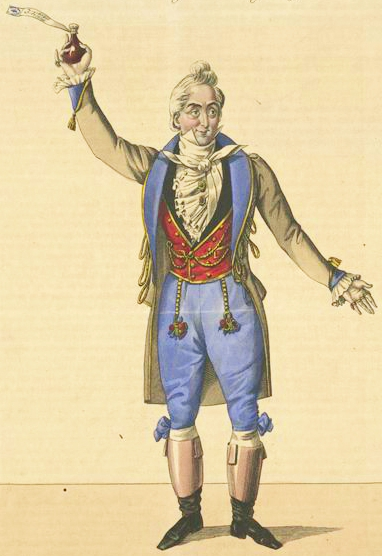
Giuseppe Frezzolini als Dokter Dulcamara

| Rol                                              | Zangstem   | Premièrebezetting, 12 mei 1832 (Dirigent: - ) |
| ------------------------------------------------ | ---------- | --------------------------------------------- |
| Nemorino, een eenvoudige boer, verliefd op Adina | tenor      | Gianbattista Genero                           |
| Adina, een rijke landeigenaresse                 | sopraan    | Sabine Heinefetter                            |
| Belcore, een sergeant                            | bariton    | Henri-Bernard Dabadie                         |
| Dokter Dulcamara, een rondreizend kwakzalver     | bas        | Giuseppe Frezzolini                           |
| Giannetta, een boerenmeisje                      | sopraan    |                                               |
| Een soldaat                                      | bariton    |                                               |
| Een notaris                                      | stomme rol |                                               |
| Dienaar van Dulcamara                            | stomme rol |                                               |
| Soldaten, boeren, muzikanten, Belcores peloton   | koor       |                                               |

## Aria's
| Titel                         | Vertaling                      | Uitgevoerd door:         | Acte | Scene |
| ----------------------------- | ------------------------------ | ------------------------ | ---- | ----- |
| Quanto è bella, quanto è cara | Zo schoon, zo geliefd          | Nemorino                 | 1    | 1     |
| Della cruedele Isotta         | Van de wreedaardige Isolde     | Adina                    | 1    | 1     |
| Come Paride verzzoso          | Zoals de charmante Paris       | Belcore                  | 1    | 1     |
| Chiedi all'aura lusingbiera   | Vraag naar een frisse wind     | Adina/Nemorino           | 1    | 3     |
| Udite, udite, o rustici       | Luister, luister, oh boeren    | Dr. Dulcamara            | 1    | 2     |
| Obbligato, obbligato          | verplicht, verplicht           | Dr. Dulcamara & Nemorino | 1    | 2     |
| Io son ricco, e tu sei bella  | Ik ben rijk en jij bent mooi   | Dr. Dulcamara & Adina    | 2    | 1     |
| Venti scudi?                  | Twintig scudi?                 | Belcore & Nemorino       | 2    | 1     |
| Una tenera occhiatina         | Een tedere blik                | Adina & Dr. Dulcamara    | 2    | 2     |
| Una furtiva lagrima           | Een verholen traan             | Nemorino                 | 2    | 8     |
| Prendi, per me sei libero     | Neem het, door mij ben je vrij | Adina                    | 2    | 2     |

## Synopsis
Plaats: Een klein Italiaans dorpje
Tijd: De 19e eeuw

### Eerste bedrijf
Bij de opening van deze komische opera ziet men Nemorino, een arme boer, die zijn hart heeft verloren aan Adina, een mooie landeigenaresse, die Nemorino kwelt door haar onverschilligheid. Wanneer Nemorino hoort dat Adina het verhaal van Tristan en Isolde voorleest aan haar arbeiders, is hij ervan overtuigd dat een magisch liefdeselixer hem zal helpen Adina te veroveren. Nemorino is bang dat Adina valt voor de verwaande sergeant Belcore die met zijn regiment ten tonele verschijnt en Adina en publique een huwelijksaanzoek doet. Later arriveert de rondreizende kwakzalver, dokter Dulcamara, die tracht zijn gebottelde 'allesgenezer' aan de dorpsbewoners te slijten. Nemorino vraagt Dulcamara of hij zoiets heeft als Isoldes liefdeselixer. Dulcamara zegt een dergelijk elixer te hebben en het te willen verkopen voor de inhoud van Nemorino's zakken. Nemorino weet echter niet dat de fles slechts wijn bevat en om een veilige aftocht te garanderen, vertelt Dulcamara hem dat het elixer niet zal werken tot de volgende dag. Wanneer Nemorino dan van het 'elixer' drinkt, voelt hij direct de effecten en vol goede moed treft hij Adina, ook al plaagt zij hem meedogenloos. Het publiek bemerkt dat de aantrekkingskracht wellicht wederzijds is, ware het niet voor het huwelijksaanzoek van de indrukwekkende en pompeuze sergeant met wie zij over zes dagen in het huwelijk zal treden. Nemorino is zo overtuigd van de werking van het elixer, dat hij zich onverschillig gedraagt jegens Adina. Dit brengt haar van haar stuk, maar zij tracht haar gevoelens te verhullen. Daarentegen verhoogt zij de inzet door in te gaan op het voorstel van sergeant Belcore om direct te trouwen, daar hij orders heeft gekregen om met het regiment de volgende morgen te vertrekken. Zowel Adina als de sergeant peilen Nemorino's reactie op dit nieuws, de sergeant met animositeit, Adina met wanhoop. Nemorino is in alle staten en roept wederom de hulp van dokter Dulcamara in.

### Tweede bedrijf
Adina's bruiloft is in volle gang. Dokter Dulcamara zingt samen met Adina een lied om de gasten te vermaken. Adina is bedroefd te zien dat Nemorino nog niet is verschenen wanneer de notaris arriveert en iedereen naar binnen gaat om het huwelijkscontract te ondertekenen. Dulcamara blijft buiten om zichzelf te voeden en te laven. Dan komt Nemorino ten tonele, hij heeft de notaris gezien en realiseert zich dat hij Adina kwijt is. Wanneer hij de dokter ziet en hem smeekt om meer elixer, weigert de dokter, daar Nemorino hem niet kan betalen, en laat Nemorino alleen achter wanneer hij naar binnen gaat. De sergeant verschijnt, alleen, zich luid afvragend waarom Adina plotseling de trouwceremonie en het ondertekenen van het huwelijkscontract heeft uitgesteld. Nemorino merkt dan zijn rivaal op, maar is niet bij machte iets te ondernemen. De sergeant vraagt naar de reden van Nemorino's neerslachtigheid. Wanneer Nemorino hem vertelt dat hij geen geld heeft, stelt Belcore hem voor om bij het leger te gaan; hij zal direct betaald worden. Belcore stelt een contract op dat Nemorino ondertekent met een X in ruil voor het geld dat hij meteen krijgt. Nemorino neemt zich voor om bij Dulcamara meer liefdeselixer te halen, terwijl Belcore overpeinst hoe hij zo gemakkelijk van zijn rivaal wist af te komen door hem naar de oorlog te sturen.
Later die avond roddelen de dorpsvrouwen over Nemorino, hij weet nog niet dat hij een groot fortuin van een overleden oom heeft geërfd. Ze zien Nemorino, die duidelijk zijn eerste militaire loon heeft gespendeerd en geconsumeerd, opnieuw aan wijn, die door moet gaan voor liefdeselixer. De vrouwen benaderen Nemorino en begroeten hem uiterst vriendelijk; zo was hij nog nooit benaderd door vrouwen. Voor Nemorino is dat het bewijs dat deze dosis liefdeselixer heeft gewerkt. Adina ziet dat Nemorino in een goede bui is en Dulcamara vraagt hoe Nemorino in deze gemoedstoestand is geraakt. Dulcamara, die niet weet dat het Adina's hart is dat Nemorino voor zich wil winnen, vertelt over de smoorverliefde man die zijn laatste cent heeft gespendeerd aan elixer en zelfs bij het leger is gegaan om zo aan geld te komen, zo wanhopig, om de liefde van een onbekende wrede schoonheid te verkrijgen. Adina realiseert zich direct Nemorino's oprechtheid en betreurt dat zij hem zo heeft geplaagd.
Nemorino zit te peinzen, denkend aan een traan die hij zag in Adina's ogen toen hij haar eerder negeerde. Die ene traan overtuigt hem dat Adina van hem houdt. Wanneer Adina hem benadert en hem vraagt waarom hij heeft besloten om bij het leger te gaan, zegt hij dat hij een beter leven zoekt. Adina zegt hem dat hij geliefd is en dat zij het contract heeft afgekocht van Sergeant Belcore. Zij biedt Nemorino het geannuleerde contract aan, als hij het aanneemt is hij een vrij man. Adina zegt hem dat, wanneer hij blijft, hij niet langer meer neerslachtig zal zijn. Wanneer hij het contract aanneemt van Adina, draait zij zich om om weg te gaan. Nemorino denkt dat zij hem verlaat en verliest direct alle hoop. Hij belooft zichzelf dat, als hij niet geliefd is, het elixer niet heeft gewerkt, de dokter hem voor de gek heeft gehouden, dat hij alsnog zal vertrekken en zal sterven als een soldaat. Adina houdt hem tegen en bekent dat zij van hem houdt. Nemorino is in extase en Adina smeekt hem om vergiffenis dat zij hem zo had geplaagd. Hij vergeeft haar met een kus. De sergeant geeft het op, er zijn genoeg andere vrouwen in de wereld. Dulcamara die zijn bagage heeft gepakt en op het punt staat om te vertrekken, verschijnt in de deuropening en zegt dat hij vol gaarne de sergeant voorziet van liefdeselixer. Een menigte heeft zich verzameld bij het uitzwaaien van de dokter en allen zijn zij het er over eens, het liefdeselixer heeft gewerkt.

## Geselecteerde opnamen
| Jaar | Cast (Adina, Nemorino, Belcore, Dulcamara)                         | Dirigent, operagezelschap en orkest                                    | Label                                        |
| ---- | ------------------------------------------------------------------ | ---------------------------------------------------------------------- | -------------------------------------------- |
| 1960 | Joan Sutherland, Luciano Pavarotti, Dominic Cossa Spiro Malas      | Richard Bonynge, English Chamber Orchestra Ambrosian Opera Chorus      | Audio CD: Decca Records Cat: 424912-2        |
| 1967 | Mirella Freni, Nicolai Gedda, Mario Sereni, Renato Capecchi        | Francesco Molinari-Pradelli, koor en orkest van de Opera Roma          | Audio CD: EMI Cat: CMS 7 69897 2             |
| 1977 | Ileana Cotrubas, Plácido Domingo, Ingvar Wixell Sir Geraint Evans  | John Pritchard, koor en orkest van het Royal Opera House Covent Garden | Audio CD: Sony BMG Cat: 2796-96458-2         |
| 1985 | Katia Ricciarelli, José Carreras, Leo Nucci Domenico Trimarchi     | Claudio Scimone, Orchestra Sinfonica e Coro della RAI de Torino []     | Audio CD: Decca Cat: ASIN: B003V4Y4N6        |
| 2002 | Angela Gheorghiu, Roberto Alagna, Roberto Scaltriti, Simone Alaimo | Evelino Pido, koor en orkest van de Nationale Opera van Lyon           | DVD: Decca Cat: 074 103-9                    |
| 2006 | Anna Netrebko, Rolando Villazón, Leo Nucci, Ildebrando D'Arcangelo | Alfred Eschwé, koor en orkest van de Wiener Staatsoper                 | DVD: Virgin Classics/EMI Cat: 00946 363352 9 |

Opmerking: "Cat:" staat voor catalogusnummer van de maatschappij.